# Galeropsis polytrichoides
Galeropsis polytrichoides är en svampart som först beskrevs av Sanford Myron Zeller, och fick sitt nu gällande namn av Sanford Myron Zeller 1943. Galeropsis polytrichoides ingår i släktet Galeropsis och familjen Bolbitiaceae.   Inga underarter finns listade i Catalogue of Life.